# التحالف الوطني للمصارعة
التحالف الوطني للمصارعة و يُنطق بالإنجليزية ناشونال ريسلينغ أليانز ( يختصر إلي أن دبليو إيه )   بالإنجليزية :  National Wrestling Alliance    (  و يختصر لـ NWA )و  هي عبارة عن مُنظمة أمريكية تعمل في مجال مصارعة المحترفين و هي هيئة إدارية شملت عدة شركات سابقة لمصارعة المحترفة التي تديرها الشركة الأم لايتنيغ وان، إنكابري.
تأسس التحالف الوطني للمصارعة  في عام 1948 ، وبدء في العمل كهيئة إدارية لمجموعة من الشركات أو المنظمات الإقليمية للمصارعة المحترفين ، والتي شكل رؤساءها مجلس إدارة التحالف الوطني للمصارعة فمن ذلك التشكيل أخذت الشركة أسمها . و قامت المجموعة بتشغيل نظام إقليمي ينظم بطولات الشركات الخاصة بها مع الاعتراف ببطل العالم الفريد الذي يدافع عن لقبه في جميع المناطق و الاتحادات التابعة للشركة ، وشاركت في تبادل المواهب بين المنظمات التابعة لها ، وحمت بشكل جماعي السلامة الإقليمية للترقيات الأعضاء. و قبل فترة الستينيات من القرن المنصرم قبل نشأة الدبليو دبليو دبليو إف وسي إم إل إل وأن جي بي دبليو  ، و التي كانت بمثابة الهيئة الإدارية الوحيدة لمعظم أو كل اتحادات المصارعة المحترفين في الولايات المتحدة و العالم . و ظل التحالف الوطني للمصارعة هو الهيئة الأكبر والأكثر نفوذاً في عالم المصارعة حتى منتصف الثمانينيات ، وفي ذلك الوقت توقفت معظم عروض الأعضاء الأصلية عن العمل نتيجة للتوسع الوطني للاتحاد العالمي للمصارعة ( دبليو دبليو إف ، الآن دبليو دبليو إي ) و بدأت الشركة في دخول في فترة ركود .
في سبتمبر 1993 ، أعلنت أكبر شركة مصارعة متبقية في التحالف الوطني للمصارعة بطولة العالم للمصارعة ( دبليو سي دبليو ) الانفصال عن الشركة الأم  ، و  بالتالي أصبح التحالف الوطني للمصارعة ينكمش أكثر و أكثر حتي بداية الألفية الثالثة بدء الاتحاد يضعف ففي 2002 تم انشاء تحالف بين خريجي دبليو سي دبليو و NWA للمرة الثانية والأخيرة. و تم التأكيد أن التحالف الوطني للمصارعة  ستستمر كائتلاف فضفاض من الترقيات المستقلة  ،  مع انضمام شركة توتال نون ستوب أكشن للمصارعة التي عُرفت في ذلك الوقت باسم  أن دبليو إيه : توتال نون ستوب أكشن ( أو باختصار باسم NWA: TNA) منح الشركة حق التفرد في استعمال بطولة العالم للوزن الثقيل و الفرق الخاصة بالتحالف الوطني للمصارعة من يونيو 2002 إلى مايو 2007  حيث بدأت شركة توتال نون ستوب أكشن تتخلص من هيمنة التحالف الوطني للمصارعة عليها تدريجاً في 2004 و في مايو 2007 أنتهي العقد بين الشركتين و انفصلتا بشكل تام و ذلك أدي لنهاية عهد هيمنة التحالف الوطني للمصارعة .
في أغسطس 2012 ، أغلق التحالف الوطني للمصارعة كل الشركات التابعة لها اسمياً فقط  وبدأت كل الترقيات التابعة لها  بالحصول علي ترخيص علامتها التجارية الخاصة. و في عام 2017 ، تم شراء الشركة  من قبل أداري شركة توتال نون ستوب أكشن الأسبق بيلي كورغان و ذلك من خلال شركته لايتنينغ وان ، إنك و بذلك منح الشركة قُبلة الحياة بعد أن كادت تفلس و تغلق بشكل نهائي   و بحلول عام 2019 ، أعلن كورغان عن عودة التحالف الوطني للمصارعة كاتحاد مصارعة قائم بذاته.

## تاريخ الشركة

### التشكيل
في عام 1948 ، أسس المروج بول "بينكي" جورج ، وهو مروج مصارعة حرة و ملاكمة  من منطقة الغرب الأوسط الأمريكي  ، الشركة الأم و التي عرفت باسم  التحالف الوطني للمصارعة بدعم من خمسة مروجين آخرين: وهم  أل هافت ، وتوني ستيشر ، وهاري لايت ، وأورفيل براون ، و سام موشنيك  . حيث كان مفهوم التحالف الوطني للمصارعة الحرة أو إن دبليو إيه هو مفهوم قائم علي توحيد بطولات هذه الشركات الإقليمية في بطولة عالمية واحدة للمصارعة المحترفين ، والتي سيتم الاعتراف بحاملها في جميع أنحاء العالم. و قرر مجلس إدارة التحالف الوطني للمصارعة  الذي تم تشكيله حديثًا من قِبل المروجين الخمسة أن يكون براون أول بطل NWA العالم للوزن الثقيل .

### الهيئة الإدارية

#### حقبة الخمسينيات والسبعينيات
في عام 1950 ، تم انتخاب سام موشينك  ، و هو أحد المروجين الأصليين اللذين عملوا على تأسيس التحالف الوطني للمصارعة  و هو مدير أعمال  المصارع لو ثيسز ، ليصبح رئيسًا جديدًا للشركة الأم ، وهو المنصب الذي شغله حتى عام 1960 حيث تم انتخاب موشينك ليصبح الرئيس بإجماع معظم أعضاء أدارة المنظمة  ،  هذا   جعله أحد الأطول- الرؤساء الدائمون في تاريخ المنظمة.  بعد ظهور التلفزيون ، بدء  بث مباريات مصارعة المحترفين على الصعيد الوطني خلال هذا الوقت ، ووصلت عروض المصارعة إلى جمهور أكبر من أي وقت مضى. جعل الطلب المتزايد والتوسع الوطني للمصارعة شكلاً من أشكال الترفيه أكثر ربحًا مما كان عليه في العقود السابقة. سيعرف هذا باسم "العصر الذهبي" لصناعة مصارعة المحترفين.  و الذي شمل الفترة مِن عام 1948 إلى عام 1955 ، بثت كل مِن الشبكات التلفزيونية الرئيسية الثلاث عروض المصارعة. أكبر مؤيد و هو شبكة تلفزيون دومونت DuMont . .
و في عام 1956 ، تم تقديم مزاعم أمام وزارة العدل الأمريكية  بأن شركة التحالف الوطني للمصارعة (أن دبليو إيه ) تعمل على احتكار للمصارعة و أنشطتها  بشكل غير قانوني بحيث يمنع المنافسة و هذا يخالف القانون الأمريكي بخصوص محاربة الاحتكار  . و أسفر التحقيق الذي أجرته وزارة العدل الأمريكية عن "مرسوم موافقة التحالف الوطني للمصارعة ( أن دبليو إيه )   لعام 1956"  و سمي  هذا المرسوم باسم  ( الولايات المتحدة ضد. تحالف المصارعة الوطني ). حيث غادر العديد مِن المروجين المنظمة خلال هذا الوقت ، و تمكن البعض مِن العثور على منافذ للعمل في الولايات المتحدة بعيداً عن مخالب التحالف الوطني للمصارعة . و في عام 1957 ، انسحب مروج مونتريال إيدي كوين مِن اجتماع التحالف الوطني للمصارعة و الذي أقيم في شهر أغسطس مِن العام نفسه في مدينة سانت لويس ، بعد أن اختلف الأول مع موشينيك حول عدد مِن القضايا . و في الوقت الذي غادر فيه كوين الشركة ، عمل مصارع اسمه إدوارد كاربنتير حيث تورط في الفوز بلقب  أن دبليو إيه العالم للوزن الثقيل بشكل غير قانوني حيث تم تقديمه هو و لو ثيسز  في عروض NWA كبطل أن دبليو إيه العالم للوزن الثقيل و ذلك بعد فوز كاربنتير المتنازع عليه على لو ثيسيز في 14 يونيو 1957.
مع اقتراب حقبة الخمسينيات مِن نهايتها ، بدأت مصارعة المحترفين تفقد تصنيفاتها التلفزيونية ، وسرعان ما ظلت المحطات التلفزيونية ترفض بث معظم عروض المصارعة و تحذفها مِن قوائمه للبث. أما بالنسبة لمروجو المصارعة المتلفزون المتبقون فلديهم عروض جماعية محلية صغيرة ، والتي تم بثها على أنها برامج حشو في وقت متأخر مِن الليل. بدأ المروجون في استخدام التلفزيون المحلي عن طريق شراء وقت البث مِن المناطق المنافسة ، نتيجة لإيقاف بعضهم عن العمل.
في 24 يناير 1963 ، في  قاعة مابيل لايف Maple Leaf في مدينة تورنتو بولاية أونتاريو الكندية  ، هزم لو ثيسيز  بادي روجرز  في مباراة تنتهي بتثبيت واحد وتم إعلانه بأنه بطل أن دبليو إيه العالم للوزن الثقيل للمرة الثالثة والأخيرة ( بشكل رسمي).  ومع ذلك ، بعد  ذلك الحدث ، رفض كل مِن المروجين فينسينت جيه مكمان وتوتس موندت الذان ينتميان لـشركة كابيتال ريسلينغ كوربوريشنو التي تعرف باختصار  باسم ( سي دبليو سي )  في الإقليم الشمالي الشرقي مِن الولايات المتحدة الاعتراف بتغيير اللقب منذ أن لم يكن لو ثيسز  بطل NWA العالم للوزن الثقيل قوياً في منطقتهم. ثم قاموا بسحب شركتهم مِن التحالف الوطني للمصارعة. نتيجة لذلك ، شكّل مكمان الأب  وموندت الاتحاد العالمي للمصارعة (و الذي عُرف لاحقًا باسم WWE ) و أعتبر روجرز كأول بطل عالمي له في أبريل 1963. على الرغم مِن أن كلا من جاجن Gagne و مكمان روّجا لأبطال العالم الخاص بهما ، إلا أن شركتهما استمرت في الحصول دعم من بعض الممثلين في مجلس إدارة التحالف الوطني للمصارعة  وتبادلوا المواهب بانتظام مع الأتحادات التابعة لـلتحالف الوطني للمصارعة  NWA  خلال هذا الوقت. 
مع استمرار شعبية المصارعة في الانخفاض في فترة السبعينيات. أضطر أتحاد دبليو دبليو دبليو إف  العودة بهدوء إلى حظيرة التحالف الوطني للمصارعة في عام 1971 بعد أن غادر النجم الكبير  و بطل دبليو دبليو دبليو إف العالم للوزن الثقيل السابق برونو سامارتينو الأتحاد بينما كانوا لا يزالون عضوًا في التحالف الوطني للمصارعة  (أن دبليو إيه )  في عام 1979 ، قاموا بتغيير اسمهم من اتحاد المصارعة العالمي (دبليو دبليو دبليو دبليو إف) إلى اتحاد المصارعة العالمي (دبليو دبليو إف ) حيث تخلوا عن أحد حروف دبليو الذي تمثل كلمة Wide. في مرحلة ما خلال العقد ، ورد أن موشينك أعلن أن مدينة أتلانتا ، جورجيا هي "مدينة المصارعة الرائدة" " و ذلك لقدرتها على مليء قاعة سيتي أوديتيريوم City Auditorium أو قاعة ذا أومني  Omni كل يوم جمعة". بينما فشل كل من  جمعية المصارعة الأمريكية (إيه دبليو إيه ) والاتحاد العالمي للمصارعة / الاتحاد المصارعة العالمية (دبليو دبليو دبليو إف / دبليو دبليو إف) خلال حقبة السبعينيات السيطرة على الساحة مجدداً ، أصبحت شركة التحالف الوطني للمصارعة مرة أخرى هي أفضل شركة مصارعة واكتسبت هيمنة كبيرة مع برنامجهم ، و خاصتاً أتحاد بطولة جورجيا للمصارعة ( جي سي دبليو ) ، و الذي أصبح برنامجهم أول عرض مصارعة يتم بثه على المستوى الوطني على تلفزيون الكابل  الأمريكي من خلال محطة سوبر ستيشن قناة TBS في عام 1979. لقد جلبوا جوردون سولي ، الملقب بـ "والتر كرونكايت مصارعة المحترفين" ، مِن رئيس NWA السابق إيدي غراهام الذي يعمل كرئيس لأتحاد بطولة المصارعة من أراضي فلوريدا ليكون المعلق الرئيسي و مقدم المقابلات خلف الكواليس .

#### حقبة الثمانينيات - حتي عام 1993
مهد أنتشار تجارة أشرطة الفيديو والتلفزيون الكبلي الطريق لانحدار نموذج أعمال الإقليمي في NWA ، حيث يمكن للمشاهدين الآن رؤية ثغرات في سيناريوهات الاتحاد بشكل متناقض بين الوقائع المنظورة لكل منطقة. و هذا ساهم في وجود نجوم مثل ريك فلير على شاشة التلفزيون كل أسبوع .
و غادر الأتحاد العالمي للمصارعة دبليو دبليو إف اتحاد أن دبليو إيه مرة أخيرة و إلى الأبد في عام 1983 ، حيث عمل فينس مكمان الأبن ، الذي اشترى دبليو دبليو إف من والده في عام 1982 ، لجلب برامج  دبليو دبليو إف على تعرض في جميع أنحاء الولايات المتحدة. و  في نفس العام ، أنشأ جيم كورينت بروموشانس Jim Crockett Promotions و أن دبليو إيه  بطاقته الفائقة الأساسية Starrcade ، وهي أول عرض مباشر يتم بثها عبر شبكات الدائرة التلفازية المغلقة واعتبرت الحدث الرئيسي للشركة أو عرضهم الشهري الأهم كعرض رايسلمنيا الذي أنشأه فينس مكمان في 1985 .
يوم السبت الموافق 14 مِن شهر يوليو لعام 1984 ، في ما أصبح يعرف باسم سبت  المصارعة الأسود ، اشترى فينس مكمان الابن الاتحاد التابع لأن دبليو إيه بطولة جورجيا للمصارعة (جي سي دبليو ) ودمجه في أتحاده الاتحاد العالمي للمصارعة ( دبليو دبليو إف ) . و بالتالي تم عرض عروض الاتحاد العالمي للمصارعة (دبليو دبليو إف) بدلاً من عروض بطولة جورجيا  للمصارعة على شبكة TBS ، والتي تعد موطنًا لبرنامج جي سي دبليو  World Championship Wrestling لمدة 12 عامًا. و أثبتت هذه الخطوة أنها كارثية بكل المقاييس حيث ستنخفض التصنيفات ، وسينتهي الأمر بخسارة دبليو دبليو إف للأموال في الصفقة. ثم قام جيم كروكيت جونيور ، رئيس أن دبليو إيه في تلك الفترة ، ومالك جيم كوركيت بروموشانز  (جي سي بي)، بشراء حقوق عرض برنامج بطولة العالم للمصارعة من فينس مكمان مقابل مليون دولار (امريكي) وأعاد برامج إن دبليو إيه إلى شبكة  تي بي أس . بحلول عام 1985 ، أصبح اتحاد جيم كوركيت بروموشانز  (جي سي بي) هو الشركة حاملة اللواء في أتحاد أن دبليو إيه من خلال عرض المزيد  عروض أن دبليو إيه خلال فترات زمنية مختلفة على شبكات TBS و عملت إدارة التحالف الوطني للمصارعة على دمج الاتحادات الصغيرة التابعة لها معاً و ذلك في محاولة للتنافس مع دبليو دبليو إف.
مع النجاح الكبير الذي حققه عرض WrestleMania III في عام 1987 ، قام الاتحاد العالمي للمصارعة بابتكار عرض آخر دفع مقابل المشاهدة و هو سلسلة الصمود Survivor Series و الذي أقيم في ليلة عيد الشكر  وذلك للتنافس مباشرة مع حدث Starrcade الخاص بـاتحاد التحالف الوطني للمصارعة  ، وطالب مزودي الكابلات في الولايات المتحدة على نقل الحدث و ذلك . نتيجة لذلك ، تم نقل Starrcade إلى ديسمبر مِن العام التالي ، حيث أقيم العرض  في يوم عيد الميلاد بدءًا من عام 1988. و بالتالي رداً  على تلك الحركة قام الاتحاد العالمي للمصارعة بعد ذلك بابتكار أول حدث Royal Rumble في يناير 1988 و ذلك لمنافسة عرض  NWA's Bunkhouse Stampede . و قام التحالف الوطني للمصارعة  بالرد من من خلال ابتكار عرض Clash of the Champions على شبكة تي بي اس كمنافس لعرض WrestleMania IV . 
بحلول عام 1988 ، كاد شركة جيم كروكيت بروموشانز ( جي سي بي ) أن تواجه خطر الإفلاس. في 11 أكتوبر 1988  ، بتوجيه من مالك شبكة تي بي أس الملياردير الكبير تيد تيرنر  مالك شركات تيم وارنر من شراء أصول جي سي بي  وأعادت تسميتها بطولة العالم للمصارعة (دبليو سي دبليو ) نسبة للعرض التلفزيوني الذي يحمل نفس الاسم. و تم دمجها في الأصول من قبل شركة تي بي اس و تم إعادة تسمية الشركة تجارياً إلي  Universal Wrestling Corporation ، ووعد تيرنر المعجبين بأن دبليو سي دبليو سيحتفظ بأسلوب أن دبليو إيه الموجه للرياضيين. تم الانتهاء من البيع في 2 نوفمبر 1988 ، مع تسجيل تلفزيوني لـعرض NWA World Championship Wrestling في نفس التاريخ في المقر الرئيسي لأتحاد  دبليو سي دبليو في أتلانتا. بحلول سبتمبر 1993 ، انسحب دبليو سي دبليو بالكامل من التحالف الوطني للمصارعة .

#### فترة الركود من 1993 إلي 2012
في 27 أغسطس 1994 ، عقد الاتحاد التابع أن دبليو ايه : بطولة المصارعة الشرقية (إي سي دبليو) دوري لتتويج بطل جديد لبطولة إن دبليو إيه العالم للوزن الثقيل الشاغرة . دون علم أي شخص في المنظمة ، و تم تنظيم هذا الحدث من أجل انسحاب إي سي دبليو العام من التحالف الوطني ، حيث ألقى الفائز بالبطولة شين دوغلاس حزام لقب أن دبليو إيه في القمامة وبدلاً من ذلك اختار حمل حزام بطولة إي سي دبليو العالم للوزن الثقيل ، وأعلن أنه بطل إي سي دبليو العالم للوزن الثقيل . أعلن تود جوردون ، مؤسس إي سي دبليو ، لاحقًا عن انفصال إي سي دبليو مِن التحالف الوطني ، وأعاد تسمية الاتحاد باسم بطولة المصارعة المتطرفة بدلا من بطولة المصارعة الشرقية .
في عام 1998 ، توصل اتحاد المصارعة العالمي إلى اتفاق لاستخدام بعض ألقاب التحالف الوطني للمصارعة والعلامات التجارية وتاريخها  وذلك لإنشاء سيناريو  . و  لكن تم الادعاء لاحقًا أن دبليو دبليو إي لا تزال تمتلك الحقوق. على الرغم من تلقي التحالف الوطني للمصارعة دعاية تلفزيونية دولية خلال الزاوية ، إلا أنها اعتبرت فاشلة بسبب قلة اهتمام المشاهدين بعروض ان دبليو إيه .
و بعد سقوط دبليو سي دبليو  في يدي فينس مكمان  في يونيو 2002 ، أطلق جيف وجيري جاريت اتحاد جديدًا تابع للتحالف الوطني للمصارعة يسمى بأن دبليو إيه : توتال نون ستوب أكشن  ( و اختصاراً أن دبليو إيه : تي أن إيه  ؛ المعروف حالياً باسم إمباكت ريسلينغ ! ). منح أتحاد التحالف الوطني التي أن إيه السيطرة الإبداعية على بطولتي NWA World Heavyweight و World Tag Team من خلال اتفاقية مع التحالف الوطني للمصارعة و خلال عام 2004 قد خرج أتحاد تي أن إيه من عباءة التحالف الوطني للمصارعة تدريجياً . واستمر التحالف بينهما حتى مارس 2007 ، عندما أنهت أن دبليو إيه اتفاقها مع اتحاد تي إن إيه. فقدت التي إن إيه حقوق السيطرة على بطولتي NWA World Heavyweight و World Tag Team بحلول صباح يوم عرض ساكريفايس الدفع مقابل المشاهدة لعام 2007 الذي أقيم في 13 مايو من عام 2007 .
في 17 سبتمبر 2010 ، أطلق التحالف الوطني للمصارعة أتحاد جديد باسم بطولة المصارعة من هوليوود عرضت شركة و عرض على قناة  KDOC-TV Los Angeles

### حقبة ار.بروس ثارب و شركة أنترناشونال ريسلينغ كورب ، أل أل سي (من عام 2012 إلي 2017)
في أغسطس 2012 ، رفعت شركة أنترناشونال ريسلينغ كورب ، أل أل سي  ، وهي شركة قابضة يديرها المحامي ومروج المصارعة المقيم في مدينة هيوستن بولاية تكساس ار.بروس ثارب، دعوى ضد تروبيتش  Trobich و باوكوم Baucom و التحالف الوطني للمصارعة  و الشركتة الأم الخاصة بها آنذاك ، تروبيتش برو ريسلينغ أورجانيزايشن أل أل سي  ، مُطالبة بالتأمين الاحتيال فيما يتعلق بوثيقة تأمين المسؤولية لدى التحالف الوطني للمصارعة . تم التفاوض على تسوية نقل حقوق اسم أن دبليو إيه والعلامات التجارية الخاصة بها من شركة تروبيتش Trobich إلى شركة ثارب . انتقلت المنظمة الجديدة من نظام العضوية إلى نموذج الترخيص ،  مما تسبب في قيام العديد من الاتحادات  التابعة لها بقطع العلاقات مع اتحاد التحالف الوطني للمصارعة على الفور. و في 9 سبتمبر 2012 ، أعلن أتحاد بطولة المصارعة من هوليوود ( سي دبليو أف أتش ) أنها غادرت التحالف الوطني للمصارعة . و كان بطولة المصارعة من هوليوود هو اتحاد الذي يعمل معه كل من بطلي NWA ( آدم بيرس ) و ( كولت كابانا ) بشكل غير رسمي ، وكلاهما غادر التحالف الوطني للمصارعة علنًا ، و تم تجريد بيرس من لقب أن دبليو إيه العالم للوزن الثقيل أثناء ذلك الخروج. و قام العديد من الشركات الرئيسية الأخرى التابعة للتحالف الوطني للمصارعة مثل NWA Pro / NWA Pro West و NWA Georgia و NWA Pro East و NWA Southwest و NWA Midwest تم أغلاقها بشكل رسمي  .
في عام 2013 ، أعادت أن دبليو إيه تأسيس علاقة مع  اتحاد نيو جابان برو ريسلينغ ( أن جي بي دبليو ) ، حيث ظهر بروس ثارب بشكل شخصي على الشاشة ، و أصبح يصور مديرًا شريرًا للمصارعين الذين يمثلون NWA. على مدار العامين المقبلين ، تم تغيير كل من NWA World Heavyweight و World Tag Team و World Junior Heavyweight Championships في أحداث NJPW المختلفة .
في سبتمبر 2016 ، وقع التحالف الوطني للمصارعة صفقة مع الأتحاد الجديد لـ دايموند ستار ريسلينغ (دي أس دبليو ) للترويج للعروض ليس فقط في اليابان ، ولكن أيضًا في أجزاء أخرى من آسيا. وكجزء من الصفقة ، تم تعيين هيديو شيمادا رئيس  اتحاد دي أس دبليو نائبًا لرئيس التحالف الوطني لمنطقة آسيا والمحيط الهادئ بينما تم تعيين جيمي سوزوكي مستشارًا أول لـلتحالف الوطني للمصارعة.

### بيلي كورغان و شركة لايتنينغ وان إنك. ( منذ 2017 إلى الوقت الحاضر )

#### الفترة الأولي من 2017 إلي 2019: الاستحواذ وإعادة الإطلاق الشركة
في 1 مايو 2017 ، أُفيد أن بيلي كورغان ، المغني الرئيسي في فرقة Smashing Pumpkins ، وافق على شراء التحالف الوطني للمصارعة  ، بما في ذلك الاسم التجاري والحقوق والعلامات التجارية و أحزمة البطولات . وأكد ثارب التقرير في نفس اليوم. و خلال الأسابيع التالية ، تم نقل العلامات التجارية الخاصة بالتحالف الوطني للمصارعة من شركة  شركة أنترناشونال ريسلينغ كورب ، أل أل سي إلى شركة شركة لايتنينغ وان إنك التي يملكها كورجان . وفقًا لمصادر متعددة ، كجزء منةاستحواذه على التحالف الوطني للمصارعة ، سيشتري كورجان أيضًا حصة ثارب في خدمة VOD "On Demand" الخاصة بـالتحالف الوطني للمصارعة وترخيص مكتبة بول بويش Paul Boesch للمصارعة. دخلت ملكية كورغان للتحالف الوطني للمصارعة حيز التنفيذ في 1 أكتوبر 2017. انتهت صلاحية جميع التراخيص الممنوحة من قبل ثارب لاستخدام علامة ان دبليو إيه التجارية في اليوم السابق ، مما يمنح كورغان الحق في السيطرة الكاملة على كل من العلامة التجارية وبطولاتها و عروضها و كل شيء يخص الاتحاد .
في 23 سبتمبر 2017 ، ظهر نيك ألديس لأول مرة في أتحاد بطولة المصارعة من هوليوود وتحدى تيم ستورم في نزال  على  بطولة NWA World Heavyweight Championship . و أقيمت المباراة في 12 نوفمبر 2017  و شهدت المباراة  احتفاظ ستورم باللقب. وكانت هذه أول مباراة على اللقب في ظل نظام أن دبليو إيه الجديد بقيادة بيلي كورغان . في 9 ديسمبر  2017 ، هزم نيك ألديس تيم ستورم البطل في مباراة العودة في عرض Cage of Death 19 التابع لاتحاد سي زي دبليو  ليصبح ألديس بطل الوزن الثقيل العالمية إن دبليو إيه الجديد ، مما جعله ثاني بطل بريطاني المولد بعد غاري ستيا  .
في عام 2018 ، تحالف أعادة عقد تحالف لفترة وجيزة مع اتحاد إمباكت ريسلينغ  الذي كان يسمي بـ (أن دبليو إيه : توتال نون ستوب أكشن ) لعقد مباراة الحلبة الفارغة في منطقة الإمباكت في استديوهات يونيفرسال أورلاندو في أورلاندو ، فلوريدا. و تم عقد المباراة لتحديد  المتحدي الأول علي لقب أن دبليو إيه العالم للوزن الثقيل بين تيم ستورم و جوزيفوس و ذلك لتحدي البطل نيك ألديس . تم تسجيل هذه المباراة في 14 يناير 2018 وتم تحميلها بقناة الاتحاد على موقع يوتيوب في اليوم التالي .
ابتداءً من عام 2018 ، قام أتحاد أن دبليو إيه بعقد تحالف مع رينج أوف اونر  (أر أوه أتش). ظهر مصارعو أن دبليو إيه مثل ألديس  و جيمس ستورم  و إيلي دريك في العديد من أحداث رينج أوف أونر ، حتى أن المواهب التي تعمل مع أر أو أتش فازت بألقاب أن دبليو إيه. في 1 سبتمبر 2018 ، ظهرت بطولة أن دبليو إيه العالم للوزن الثقيل في عرض All In ، حيث هزم كودي ألديس على اللقب. بعد عرض All In ، أعلن أتحاد التحالف الوطني للمصارعة لاستضافة الأحداث الخاصة بها. حيث أقيم عرض NWA 70th Anniversary Show ، الذي أقيم في 21 أكتوبر 2018 ،و هو أول عرض يتم إنتاجه مباشرةً تحت قيادة  بيلي كورغان ،  وتم إنتاجه بالاشتراك مع غلوبال فورس ريسلينغ  ؛ تم بث الحدث مباشرة على منصة FITE TV . و شهد الحدث الرئيسي هزيمة ألديس كودي لاستعادة بطولة أن دبليو إيه العالم للوزن الثقيل و  حقق ويلي ماك  الفوز ببطولة NWA الوطنية الشاغرة.
أقام أتحاد أن دبليو إيه كأس الكروكيت الرابع ، وهي بطولة تضم ثمانية فرق ، تم إحياؤها لتتويج أبطال NWA World Tag Team الجدد ،  و ذلك في 27 أبريل 2019 كتعاون آخر بين الاتحاد حلبة الشرف و هذا هو الحدث الأخير الذي تم الترويج له بالاشتراك مع الرينج اوف أونر ؛ و في 24 يوليو 2019 ، أعلنت أن دبليو إيه أنها أنهت شراكتهم. بعد ذلك ، أُعلن في الشهر التالي أن NWA ستقوم بتسجيلات لعرض أسبوعي في أتلانتا في 30 سبتمبر و 1 أكتوبر و ذلك لأقامة عرض تلفزيوني جديد ، تم الكشف عنه لاحقًا ليكون بعنوان NWA Power .

#### الفترة الثانية من عام 2020 إلى الوقت الحاضر: حقبة تفشي COVID-19 ، إعادة الهيكلة و مغادرة المصارعين
في يناير 2020 ، بدأ مارتي سكورل وغيره من مواهب رينج أوف أونر بالظهور مرة أخرى في عروض و فعاليات أن دبليو إيه كجزء من زاوية ترويجية مشتركة. بالإضافة إلى إعادة عقد تحالف مع حلبة الشرف ، انضم سكرول إلى فريق الحجز بالشركة ، مما يمكنه من الظهور في أن دبليو إيه و رينج أوف أونر   ومع ذلك ، في تداعيات حركة Speaking Out ، اتُهم سكورل بالاعتداء على فتاة قاصر تبلغ من العمر 16 عامًا . بعد التحقيق ، تم إزالة سكرول من منصبه كمحاسب ، وبحلول يناير التالي في عام 2021 ، تم تجريده من عقده مع الاتحاد .
كان من المقرر أن يواجه بي سي أوه نيك ألديس في عرض Supercard of Honor XIV في 4 أبريل 2020 قبل إلغاء الحدث بسبب  تفشي وباء COVID-19 . و في 18 يونيو 2020 ، استقال ديف لاغانا من منصب نائب رئيس أن دبليو إيه و ذلك بعد الإعلان عن اتهامه في اعتداء جنسي. و نتيجة سوف دخل الاتحاد في فجوة نتيجة لهذا والوباء. خلال هذا الوقت ، غادر العديد من المصارعين أن دبليو إيه ، بما في ذلك أبطال الفرق السابقين جيمس ستورم  وإيلي دريك ،  و مارتي بيل ،  و بطلة السيدات السابقة أليسين كاي ،  بطل الفرق السابق رويس إيزاك و  وبطل التلفزيون السابق زيكي دايس  .
ظهرت بطلة NWA العالمية للسيدات ثاندر روزا في عرض آول إليت ريسلينغ (إيه إي دبليو) أثناء فترة عقدها مع NWA. في 5 سبتمبر 2020 ، تحدت روزا دون جدوى بطلة العالم للسيدات AEW هيكارو شيدا في عرض أول أوت . في 27 أكتوبر 2020 ، هزمت سيرينا ديب روزا خلال عرض  حدث Primetime Live الخاص بشبكة United Wrestling Network لتصبح بطلة NWA العالمية الجديدة للسيدات.
في 2 مارس 2021 ، أعلنت NWA عودتها إلى الترويج للأحداث ، مع دفع NWA Back For The Attack وحلقات Power الجديدة كجزء من اتفاقية توزيع جديدة مع FITE TV . كجزء من هذه الاتفاقية ، ستقوم NWA بإزالة المحتوى من قناتهم على YouTube.
في 5 يناير 2022 ، أعلنت NWA عن إطلاق حزمة اشتراك NWA All Access على FITE TV ، بما في ذلك أحداث الدفع لكل عرض السابقة والقادمة ، وحلقات جديدة من Power في أيام الثلاثاء ، والمسلسل الأسبوعي NWA USA الذي تم الإعلان عنه حديثًا. بالإضافة إلى ذلك ، أُعلن أن Power ستعود إلى YouTube ، وستبث يوم الجمعة بعد العرض الأول لـ FITE ، وأن NWA USA ستبث يوم السبت على المنصة قبل الانتقال إلى Sunday on FITE. أخيرًا ، أُعلن أن NWA ستوسع جدول PPV الخاص بها إلى ستة أحداث سنويًا ، كجزء من صفقة جديدة مع FITE TV.

## شؤون الموظفين

### قيادة
كلهم يحملون لقب الرئيس ما عدا ما هو مذكور في الحاشية.
| #  | اسم              | شرط                   | ترويج المنزل                                                                           |
| -- | ---------------- | --------------------- | -------------------------------------------------------------------------------------- |
| 1  | بول "بينكي" جورج | 1948-1950             | نوا ولاية ايوا                                                                         |
| 2  | سام موشنيك       | 1950-1960             | أماكن الجذب الرياضية في Sam Muchnick /<br id="mwAcU"><br></br> نادي سانت لويس للمصارعة |
| 3  | فرانك توني       | 1960-1961             | مصارعة مابل ليف                                                                        |
| 4  | فريد كوهلر       | 1961-1962             | مشاريع فريد كوهلر                                                                      |
| 5  | كارل ساربوليس    | 1962-1963             | رياضة الدول الغربية                                                                    |
| 6  | سام موشنيك       | 1963-1975             | نادي سانت لويس للمصارعة                                                                |
| 7  | فريتز فون إريك   | 1975-1976             | بطولة المصارعة العالمية                                                                |
| 8  | إيدي جراهام      | 1976-1978             | بطولة المصارعة من فلوريدا                                                              |
| 9  | بوب جيجل         | 1978-1980             | مصارعة الولايات الوسطى                                                                 |
| 10 | جيم كروكيت الابن | 1980-1982             | عروض جيم كروكيت                                                                        |
| 11 | بوب جيجل         | 1982-1985             | مصارعة الولايات الوسطى                                                                 |
| 12 | جيم كروكيت الابن | 1985-1986             | عروض جيم كروكيت                                                                        |
| 13 | بوب جيجل         | 1986-1987             | مصارعة الولايات الوسطى                                                                 |
| 14 | جيم كروكيت الابن | 1987-1991             | عروض جيم كروكيت / </br> بطولة العالم للمصارعة                                          |
| 15 | جيم هيرد         | 1991-1992             | بطولة العالم للمصارعة                                                                  |
| 16 | سيجي ساكاجوتشي   | 1992-1993             | مصارعة اليابان الجديدة للمحترفين                                                       |
| 17 | هوارد برودي      | 1993-1995             | NWA فلوريدا                                                                            |
| 17 | دينيس كورالوزو   | 1993-1995             | بطولة المصارعة الأمريكية                                                               |
| 17 | ستيف ريكارد      | 1993-1995             | أول ستار برو رسلينج                                                                    |
| 18 | ستيف ريكارد      | 1995-1996             | أول ستار برو رسلينج                                                                    |
| 19 | هوارد برودي      | 1996-2001             | NWA فلوريدا                                                                            |
| 20 | جيم ميلر         | 2001-2002             | نوا الشرق /<br id="mwAko"><br></br> Pro Wrestling eXpress                              |
| 21 | ريتشارد أربين    | 2002-2003             | NWA Tri-State                                                                          |
| 22 | بيل بيرنس        | 2003-2004             | نوا وايلدسايد                                                                          |
| 23 | إرني تود         | 2004-2005             | اتحاد المصارعة الكندي                                                                  |
| 24 | روبرت تروبيتش    | 2005-2012             | غير متاح                                                                               |
| 25 | ديفيد باوكوم     | 2012                  | NWA كارولينا                                                                           |
| 26 | ر.بروس ثارب      | 2012-2017             | NWA العالمية                                                                           |
| 27 | بيلي كورغان      | 2017 إلى الوقت الحاضر | غير متاح                                                                               |

## البرمجة والأحداث

### حاضِر

#### 10 أرطال من الذهب
عشرة ارطال من الذهب هي عبارة عن سلسلة وثائقية تؤرخ رحلة وحياة بطل أن دبليو إيه للوزن الثقيل الحالي بالإضافة إلى آخرين في الاتحاد. و تم عرضها لأول مرة في 20 أكتوبر 2017 ، على قناة أن دبليو إيه على منصة اليوتيوب ، وكان أول برنامج يتم إنتاجه بعد استحواذ المنظمة.

#### أن دبليو إيه باوررر
يعد أن دبليو إيه باورر بالإنجليزية Powerrr هو البرنامج الرئيسي لـلتحالف الوطني للمصارعة الذي يبث حاليًا يوم الثلاثاء الساعة 6:05 مساءً بالتوقيت الشرقي على منصة FITE TV . تم عرض البرنامج لأول مرة في 8 أكتوبر 2019 ، وتم بثه في الأصل على قناة أن دبليو إيه على منصة YouTube . و تم أنتاج سلسلة مصاحبة ، بعنوان باور سوريج  (منمقة باسم NWA Powerrr Surge ) ، تم عرضها لأول مرة في 13 أبريل 2021 وتتميز بمقابلات مصارع ومباريات غير متلفزة وملخصات لعروض باورر  .

#### أن دبليو إيه الولايات المتحدة الأمريكية
يعد NWA USA هو برنامج أسبوعي تم عرضه لأول مرة في 8 يناير 2022 على قناة أن دبليو إيه علي منصة YouTube ويركز على قسم بطولة NWA الجونيور للوزن الثقيل .

### برامج سابقة

#### NWA Shockwave
كان NWA Shockwave عبارة عن برنامج تلفزيوني على شبكة الإنترنت تم بثه على قناة NWA على YouTube وصفحة Facebook . تم عرض المسلسل لأول مرة في 1 ديسمبر 2020. في 10 أغسطس 2020 ، أُعلن أن NWA ستشترك مع United Wrestling Network (UWN) لإنتاج مسلسل مباشر أسبوعي الدفع مقابل المشاهدة (PPV) باسم UWN Primetime Live . سيتم أيضًا عرض المباريات من هذه السلسلة كجزء من Shockwave .

### أحداث الدفع مقابل المشاهدة
هذه قائمة بأحداث NWA المدفوعة مقابل المشاهدة التي تم إنتاجها أثناء امتلاك شركة Lightning One، Inc. (2017 إلى الوقت الحاضر)

## أنظر أيضا
- قائمة أقاليم التحالف الوطني للمصارعة
- قائمة بطولات التحالف الوطني للمصارعة

## روابط خارجية
- الموقع الرسمي